# California kommun, Colombia
California är en kommun i Colombia.   Den ligger i departementet Santander, i den norra delen av landet, 300 km norr om huvudstaden Bogotá. Antalet invånare är 1 793. Arean är 261 kvadratkilometer.
Terrängen i California är mycket bergig.